# 倉松功
倉松 功（くらまつ いさお、1928年（昭和3年）9月16日 - 2020年（令和2年）7月17日）は、日本の神学者・キリスト教学者。東北学院大学名誉教授。高知県土佐清水市出身。

## 経歴
- 高知高等学校卒業
- 1954年 日本基督教神学専門学校卒業
- 1959年 ハイデルベルク大学神学部修了
- 1959年 東北学院大学講師
- 1968年 東北学院大学助教授
- 1970年 東北学院大学教授
- 1975年「ルターにおける二世界統治説の研究」で広島大学より文学博士の学位を取得。
- 1995年 東北学院大学学長
- 2003年 学校法人東北学院院長
- 2004年 東北学院大学学長を退任
- 2007年
  - 学校法人東北学院院長を退任
  - 東北学院大学名誉教授
- 2009年 学校法人東京神学大学理事長
- 2012年 キリスト教功労者受賞[2]
- 2014年 学校法人東京神学大学理事長退任
- 2020年7月17日 上顎歯肉癌のため仙台市内の病院で死去。91歳没[3]。

日本キリスト教団東京信濃町教会伝道師、日本ルター学会理事長、日本基督教学会理事長を務めた。

## 著書
- 『ルターと現代』新教出版社 1968
- 『ルターにおける改革と形成』日本基督教団出版局 (神学双書)1973
- 『ルター,ミュンツァー,カールシュタット その生涯と神学思想の比較』聖文舎(ルター神学研究双書)1973
- 『ルター神学とその社会教説の基礎構造 二世界統治説の研究』創文社 1977.3
- 『宗教改革、教育、キリスト教学校』聖文舎 1984.7
- 『ルターとバルト』ヨルダン社 1988.3
- 『キリスト教信仰概説 「日本キリスト教団信仰告白」解説』聖学院大学出版会 1993.4
- 『ルター神学の再検討』聖学院大学出版会 1998.8
- 『私学としてのキリスト教大学 教育の祝福と改革』聖学院大学出版会 2004.8
- 『自由に生きる愛を生きる 若い人たちに贈る小説教集』聖学院大学出版会 2009.3

### 共著
- 『ルターとカルヴァンの神学』赤木善光共著 日本基督教団出版部(現代と教会新書)1964
- 『教会史』茂泉昭男,小笠原政敏共著 日本基督教団出版局(アルパ新書)1974
- 『キリスト教大学の新しい挑戦』近藤勝彦共著 聖学院大学出版会 1998.8

### 翻訳
- 『たとい我死の蔭の谷を歩むとも ボンヘッファーの手紙』新教出版社 1956
- キェルケゴール『神への思い 祈りと断章』新教出版社 (新教新書)1958
- バックハウス『現代の神学 シュライエルマッヘルから世界教会運動まで』新教出版社(新教新書)1960
- 『ボンヘッファー選集 第5　抵抗と信従』森平太共訳 新教出版社 1964
- R.M.グラント『聖書解釈の歴史』茂泉昭男共訳 新教出版社 1966
- B.A.ゲリッシュ『恩寵と理性  ルター神学の研究』茂泉昭男共訳 聖文舎 1974

### 編集
- 濵田増男『ある信徒の信仰と神学』聖学院ゼネラルサービス 2013

### 記念論集
- 『宗教改革とその世界史的影響 倉松功先生献呈論文集』土戸清,近藤勝彦編 教文館 1998.9